# Imigração neerlandesa no Brasil
A imigração neerlandesa no Brasil foi o movimento migratório ocorrido nos séculos 19 e 20 de grupos de neerlandeses para várias regiões do Brasil. Apesar da imigração neerlandesa ter sido menos expressiva do que a de outros grupos de imigrantes, os imigrantes neerlandeses formaram cooperativas e empresas agrícolas em todas as regiões onde se estabeleceram, colaborando assim com o desenvolvimento da economia brasileira.
Os imigrantes neerlandeses eram provenientes de diversas províncias dos Países Baixos, bem como de antigas colônias neerlandesas no exterior, falavam diferentes dialetos da língua neerlandesa e professavam diversas religiões. Trouxeram sua cultura, arquitetura e culinária.

## Antecedentes

### Invasão neerlandesa ao Brasil

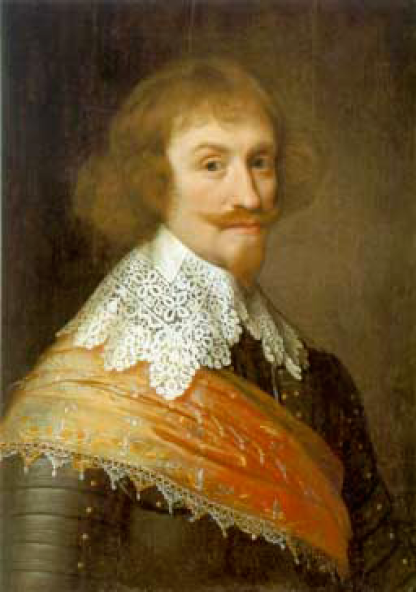
Conde Maurício de Nassau - Governador Supremo do Brasil Holandês.

Entre 1630 e 1654, os holandeses ocuparam parte da atual região Nordeste do Brasil, mais especificamente Pernambuco. Porém, após esse breve período, os portugueses retomaram o controle do território e os holandeses foram expulsos do Brasil. Não se sabe quantos holandeses viveram no Brasil ou quantos permaneceram após a retomada do território pelos portugueses. Pode-se, contudo, afirmar que os portugueses foram a única origem registrada e significativa de imigrantes europeus no Brasil, até 1808, quando ocorreu a abertura dos portos. Somente a partir dessa data é que passou a ser permitida a entrada mais livre de imigrantes não portugueses no Brasil.

## Causas
Com a abolição da escravatura no Brasil, o governo brasileiro passou a procurar substitutos para a mão de obra escrava na Europa com o objetivo de desenvolver o interior do país. Em 1850, o governo imperial brasileiro instituiu a Lei de Terras que regulou a posseção de terras devolutas no Império. O governo neerlandês, por sua vez, começou a coordenar a imigração transatlântica e dar assistência aos imigrantes neerlandeses com destino ao Brasil. A partir do final do século 19 foram criadas várias associações para coordenar a imigração neerlandesa no Brasil, tais como a Associação Neerlandesa dos Lavradores e Horticultores Católicos (KNBTB) e a Associação Neerlandesa dos Lavradores e Horticultores Cristã (CBTB).
As causas para a imigração neerlandesa ao Brasil encontram-se na miséria, no desemprego e na devastação causada pela Segunda Guerra Mundial nos Países Baixos. A posse rural e a possibilidade de formar núcleos agrícolas foram os principais fatores que atraíram os imigrantes neerlandeses ao Brasil.

## Fases da imigração

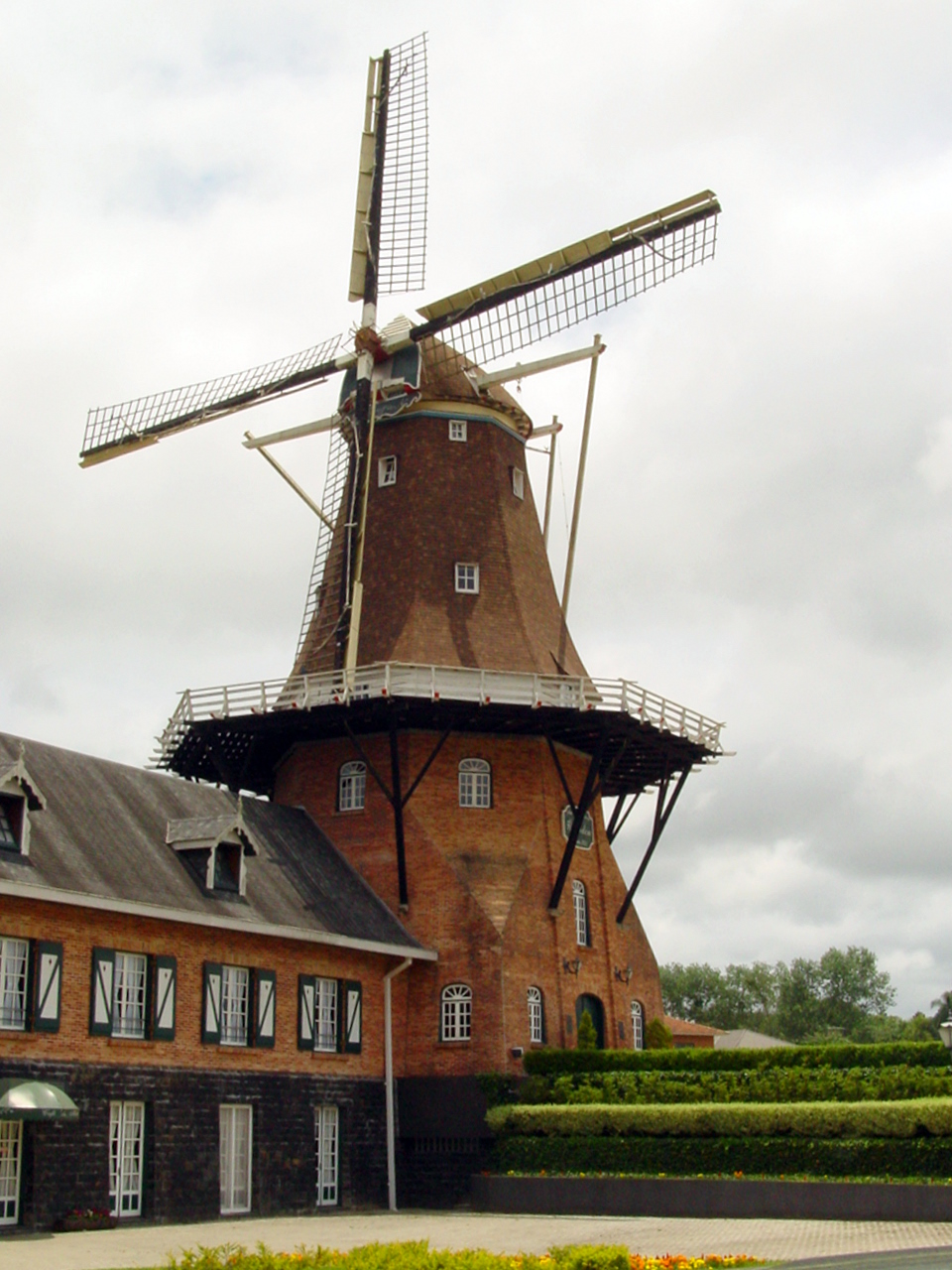
Memorial da Imigração Holandesa em Castro, no Paraná.

A imigração neerlandesa no Brasil é dividida por historiadores holandeses em dois períodos. O primeiro período vai de 1822 até o ano de 1936. Surgiu da demanda de imigrantes europeus do governo imperial brasileiro para povoar o interior do país.
O segundo período começa em 1936 e estende-se até o ano de 1992. Caracterizou-se pelo incentivo da imigração europeia pelo governo brasileiro, e também pela coordenação e apoio aos imigrantes neerlandeses com destino à América do Sul pelo governo neerlandês, resultando em uma nova onda de imigração holandesa para o Brasil.

### Início e auge
“Senhor, o navio sobe e desce, esperamos que Deus nos proteja.”

— Trecho da canção cantada pelos imigrantes zelandeses no navio em rumo ao Brasil
A imigração neerlandesa no Brasil tem como marco inicial a vinda do primeiro grupo de imigrantes holandeses em 1858. Motivados pelos panfletos da Associação Central de Colonização e do Governo Imperial brasileiro que foram distribuídos na Europa um grupo de mais de 700 imigrantes holandeses, oriundos da província da Zelândia, imigraram para o Brasil. Os imigrantes fundaram em 1860 a colônia Holanda no Espírito Santo com o objetivo de vender os bens produzidos. Porém os bens produzidos só foram utilizados para o autoconsumo devido às dificuldades encontradas pelos imigrantes, impedindo a expansão da colônia. Já os primeiros neerlandeses chegaram ao Paraná na década de 1880, onde juntamente com colonos alemães e poloneses, se estabeleceram na Colônia Tayó, atual município de Ipiranga.
O auge da imigração neerlandesa ocorreu entre 1899 e 1940, quando cerca de 8.200 neerlandeses imigraram ao Brasil.
No começo do século 20 o governo brasileiro iniciou um novo projeto de colonização para a instalação de imigrantes europeus. 
Em 1907 o presidente Afonso Pena, juntamente com o ministro Miguel Calmon, lançou um decreto incentivando a entrada de imigrantes europeus no Brasil. Em 1908 chegaram no porto do Rio de Janeiro 1.421 imigrantes holandeses, sendo 1.308 do porto de Amsterdam e 114 do porto de Rotterdam. Os imigrantes foram direcionados para diversas colônias no Paraná, Minas Gerais, Santa Catarina e Rio Grande do Sul. Em Minas Gerais: a colônia João Pinheiro com duas famílias com 14 pessoas, Jatobá (ou Vargem Grande) com 18 famílias com 83 pessoas, Águas Virtuosas (ou Nova Baden) com sete famílias com 54 pessoas; Paraná: Colônia Irati com 46 famílias com 282 pessoas, Afonso Pena com 10 famílias e 45 pessoas; Santa Catarina: Miguel Calmon, com 12 famílias e 74 pessoas; Rio Grande do Sul:  Colônia de Comandahy (Guarani) com 46 famílias com 266 pessoas, Ijuhy com 23 famílias e 110 pessoas. Em 1909, 327 colonos neerlandeses deixaram o Rio Grande do Sul e estabeleceram-se na Argentina.

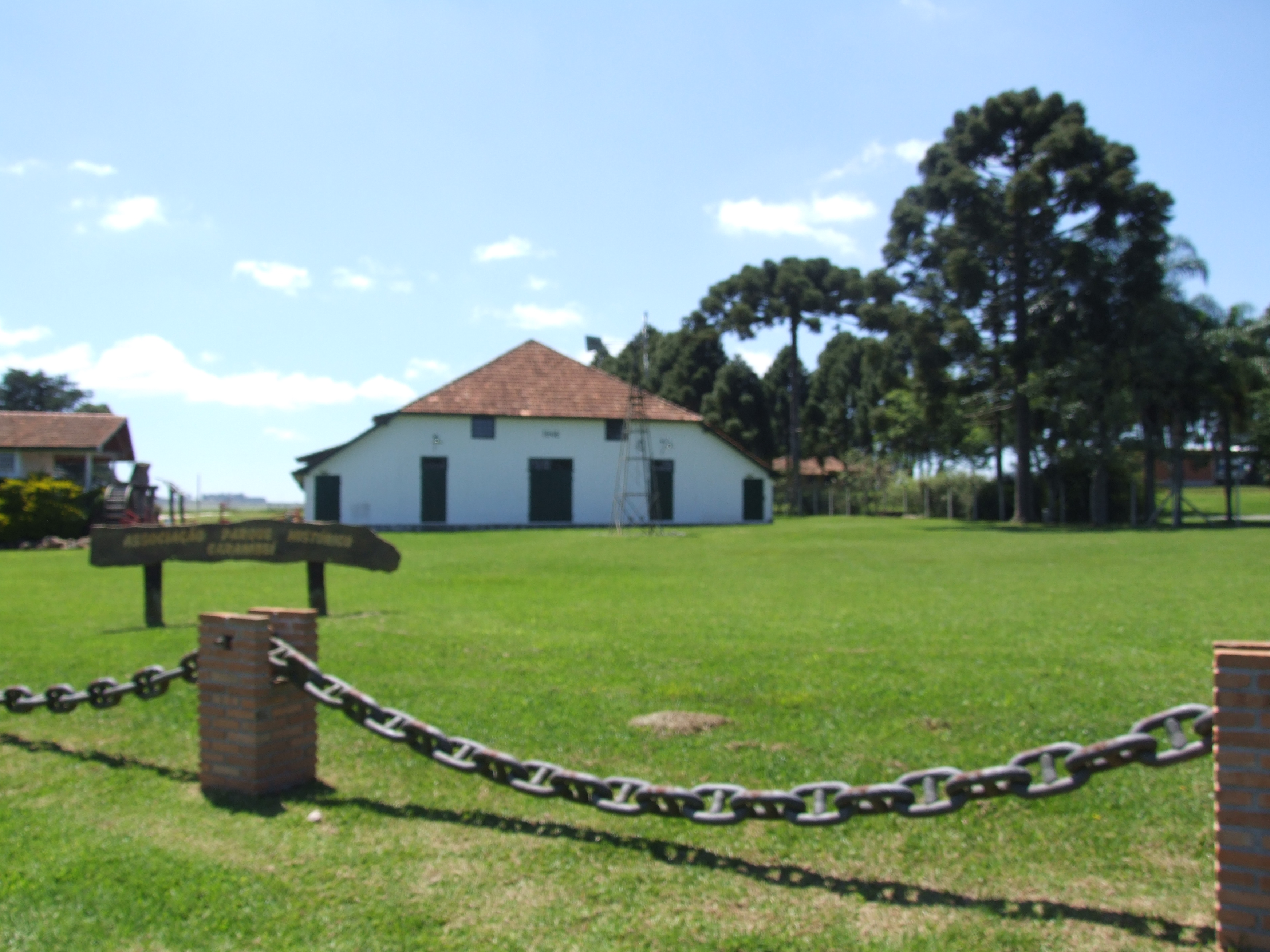
Casa da Memória, casa com arquitetura típica holandesa construída em 1946 em Carambeí, no Paraná.

Em 1908, imigrantes neerlandeses vindos da província Holanda do Sul, estabeleceram-se na colônia Gonçalves Júnior em Irati, no Paraná. Os imigrantes neerlandeses encontraram diversas dificuldades como matas densas, endemias, pragas de gafanhotos, porcos-do-mato e ratos, que resultou na dispersão da colônia.
Em 1911, um grupo de 450 imigrantes neerlandeses da província da Holanda do Sul, entre eles colonos de Gonçalves Júnior, de Irati, estabeleceram-se em Castro, onde fundaram a colônia Carambeí, atualmente um município emancipado. Os imigrantes neerlandeses fundaram em 1925 a Sociedade Cooperativa Hollandeza de Laticínios Batavo, a primeira cooperativa de laticínios do Brasil, nacionalmente conhecida como Batavo desde 1941 e considerada uma cooperativa exemplar. A Cooperativa Batavo, junto à Cooperativa Castrolanda e à Cooperativa Agropecuária Arapoti, formaram a Cooperativa Central de Laticínios do Paraná, também  localizada em Carambeí e responsável por uma das maiores bacias leiteiras do Brasil. De acordo com dados do censo redigido em 1918, na Colônia Federal Ivay, no Paraná, viviam 21 holandeses, que conviviam com colonos alemães, austríacos e russos.

### Segunda fase
A segunda fase da imigração neerlandesa ocorreu de 1936 a 1992, sendo que de 1946 a 1976 6.098 neerlandeses imigraram ao Brasil. A devastação causada pela Segunda Guerra Mundial fez com que o governo neerlandês estimulasse a emigração de neerlandeses para a Austrália, Brasil, Canada e França. Estes imigrantes trouxeram consigo tratores, máquinas agrícolas e cabeças de gado holandês.

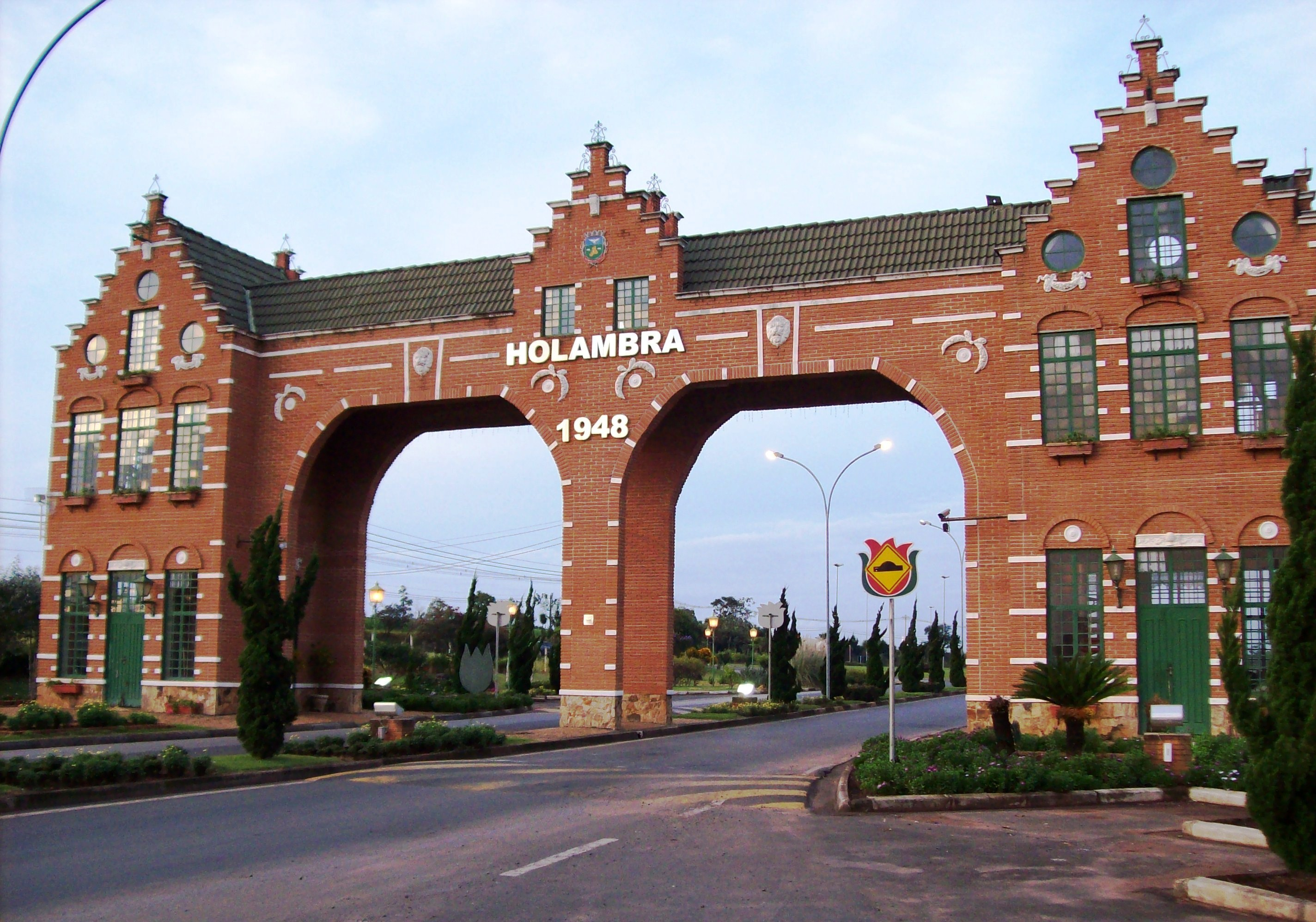
Portal holandês em Holambra, São Paulo.

Um grupo de aproximadamente 500 imigrantes neerlandeses, oriundos da província de Brabante do Norte, imigram para o Brasil e fixam-se na antiga fazenda Ribeirão em São Paulo. Lá os imigrantes neerlandeses fundam em 14 de julho de 1948 a colônia Holambra I e a Cooperativa Agro Pecuária Holambra. Em 1951 inicia-se o cultivo de flores, expandido entre 1958 e 1965. Em 1989 é instalado o Veiling Holambra, o maior centro de comercialização de plantas e flores do Brasil. Holambra, nacionalmente denominada "a cidade das flores", é o maior produtor e exportador florícola do Brasil. Realiza anualmente a Expoflora.
Em 1949 um grupo de aproximadamente 23 famílias, com cerca de 125 imigrantes neerlandeses do norte dos Países Baixos, mais precisamente das regiões da Frísia, da Holanda do Norte e de Groninga, fixaram-se na Fazenda Monte Alegre (em Telêmaco Borba, no Paraná) que foi adquirida pela empresa Klabin em 1934, formando ali uma colônia entre as localidades de Lagoa e Mina de Carvão, localidade que ficou conhecida como Colônia de Holandeses de Monte Alegre. A Klabin colocou a fazenda à disposição destes imigrantes para que fornecessem laticínios aos seus funcionários. A colônia chegou a ser visitada pelo presidente Getúlio Vargas durante sua passagem à Klabin em 1953. O término do contrato com a empresa na década de 1970 resultou na dispersão da colônia, onde alguns acabaram indo para outras localidades no Paraná e a maioria retornando aos Países Baixos ou reimigrando para o Canadá ou África do Sul.

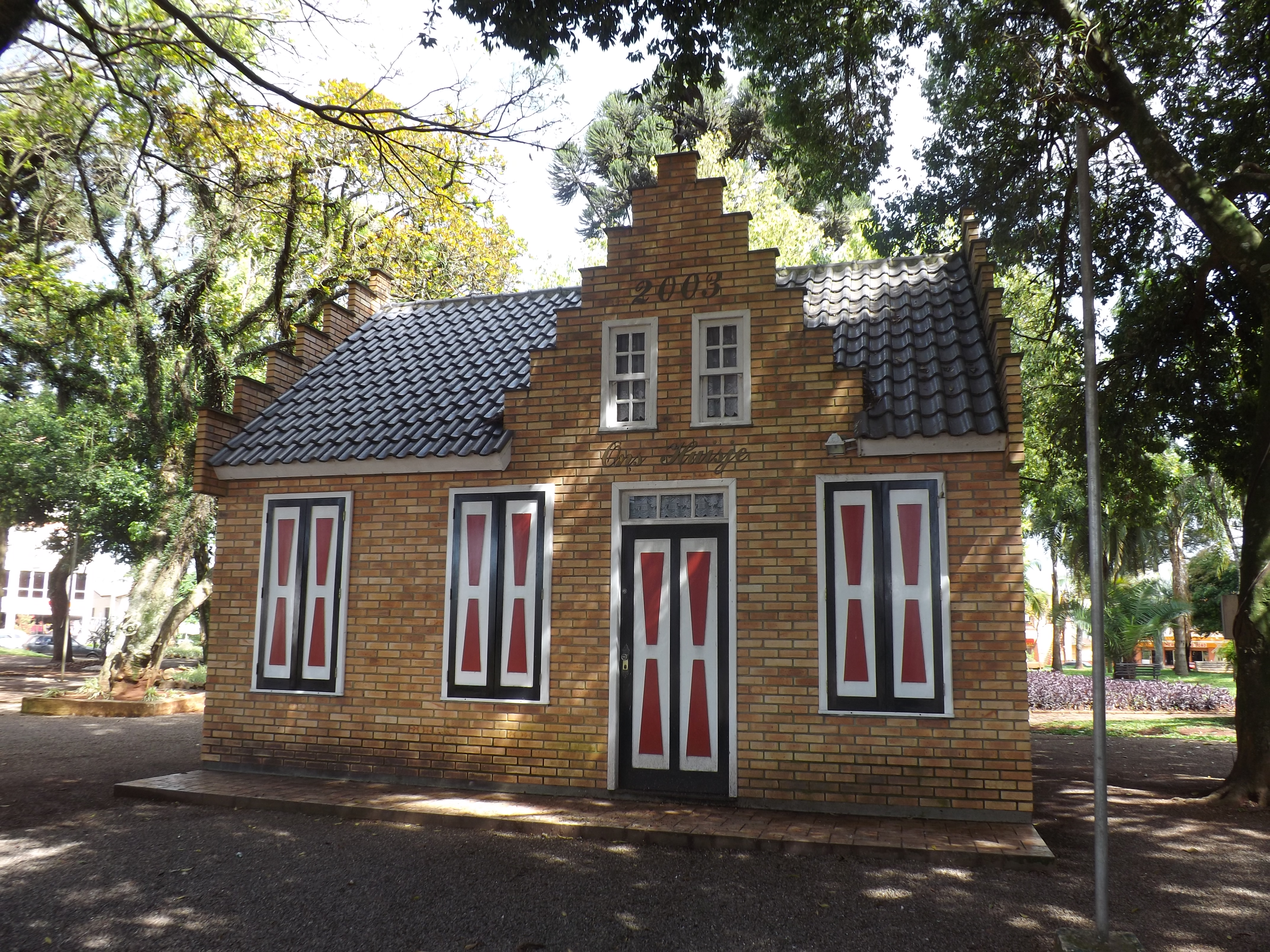
Casa dos Imigrantes, em Não-Me-Toque, Rio Grande do Sul.

Em 1949, imigrantes neerlandeses estabelecem-se em Não-Me-Toque no Rio Grande do Sul. Os neerlandeses foram o último grupo de imigrantes, depois dos portugueses, alemães e italianos, a fixarem-se em Não-Me-Toque. Eles adquirem as terras desgastadas e rejeitadas pelos imigrantes alemães, estabelecendo modernas empresas agrícolas. Os neerlandeses iniciam o plantio de batata e milho, posteriormente tornando-se grandes produtores de soja e trigo.
Um grupo de imigrantes neerlandeses, oriundos das províncias de Drente e Overijssel, junto aos filhos dos colonos de Carambeí estabeleceram em 1951 a colônia Castrolanda, no Paraná. No mesmo ano fundaram a Sociedade Cooperativa Castrolanda, considerada a mais produtiva e avançada bacia leiteira do país e responsável por uma considerável produção de grãos.[ligação inativa]
Em 1959, Biguaçu, em Santa Catarina, recebeu 22 famílias de imigrantes holandeses. Eles foram assentados Colônia Agrícola Aderbal Ramos da Silva, em Tijuquinhas, organizada pelo governo. Algumas famílias não se acostumaram com a colônia e acabaram migrando para outras localidades. Os imigrantes que permaneceram eram das famílias Bovee, Papenborg, Kroon, Wopperei e Smulenaar. Em 1987, a família Papenborg fundou a Papenborg Indústria de Laticínios, que iria alavancar a industrialização do leite na região, dando origem a marca Laticínios Holandês.

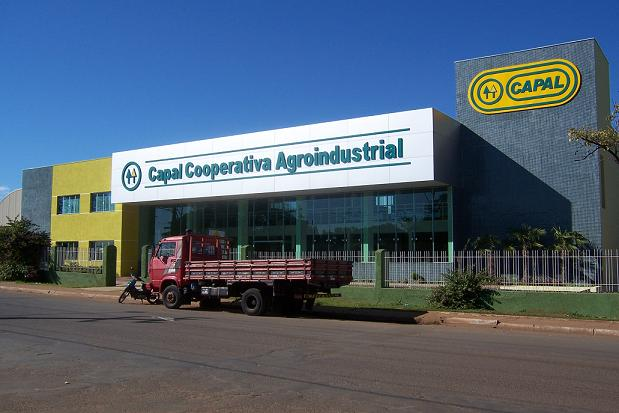
Cooperativa Capal em Arapoti, no Paraná.

Em 1960, um novo grupo formado por produtores rurais imigrantes neerlandeses, junto à colonos de Castrolanda e Carambeí, estabeleceram-se em Arapoti, no Paraná. Chegaram com o objetivo de explorar a produção de leite e a produção de soja, milho e trigo. Fundaram então a Cooperativa Agropecuária Arapoti (Capal), cuja principal atividade econômica era a suinocultura. A partir da década de 1970 a cooperativa expandiu sua atuação e recebeu também muitos cooperados brasileiros. A iniciativa transformou o município de Arapoti em um pólo de alta tecnologia em agricultura e pecuária.
Imigrantes neerlandeses, oriundos da província de Brabante do Norte, junto à descendentes dos colonos de Holambra fundam em 1960 a colônia Holambra II (mais tarde renomeada como Campos de Holambra) em Paranapanema, São Paulo. Os imigrantes fundaram a Cooperativa Agroindustrial Holambra, cuja principais atividades econômicas incluem a produção de flores e de frutas que são comercializadas através de um leilão.

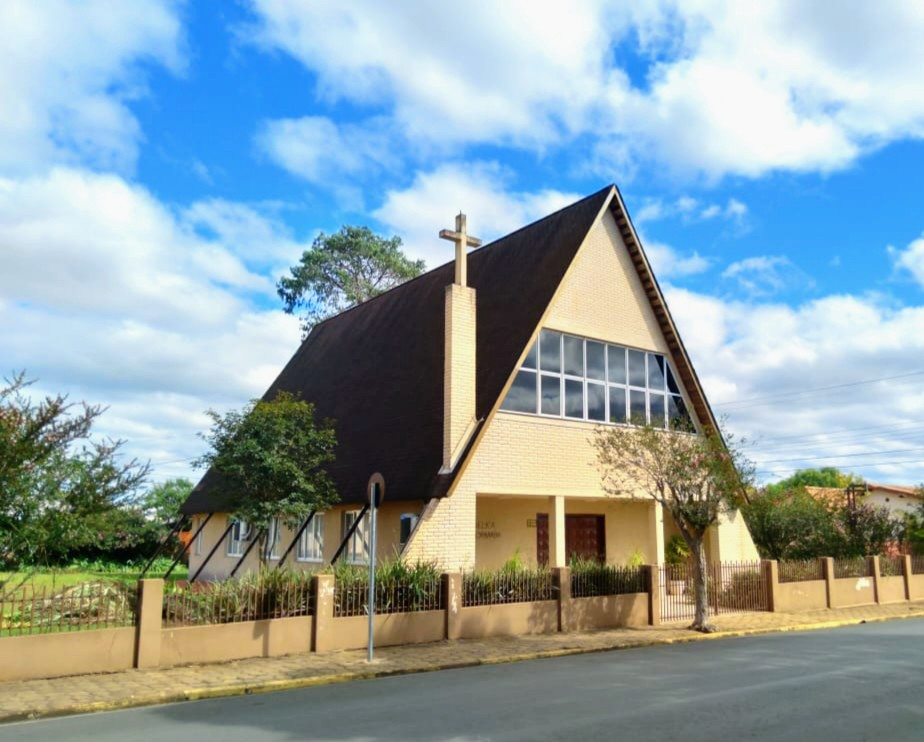
Igreja Evangélica Reformada de Tibagi, herança da comunidade holandesa no município.

Ainda no final da década de 1960 os holandeses também se estabeleceram em terras do município de Tibagi, no Paraná. Os holandeses começaram a arrendar terras e contribuíram significativamente com a economia local, principalmente com o aprimoramento agrícola, além da pecuária e silvicultura.
Em 1970 os sócios da Cooperativa Batavo compraram a Fazenda Fortuna, em Tibagi, transformando o município em um dos maiores produtores de trigo do Brasil.
Em 1972 holandeses se fixaram em Maracaju, em Mato Grosso do Sul. Atraídos pela expansão agrícola na região Centro-Oeste, estabeleceram empreendimentos que contribuíram com o desenvolvimento econômico da região, fazendo do município um dos maiores produtores de soja do estado. A comunidade foi formada por 53 famílias holandesas, sendo 18 vindas diretamente da Holanda, e outras vindas de diferentes colônias holandesas no Brasil.

## Declínio da imigração
A imigração neerlandesa para o Brasil continua, mas com bem menos vigor que antes, quando era estimulada e apoiada pelo Governo. A situação econômica do Brasil entre a década de 1980 e o início da década de 2000 também contribuiu para o declínio da imigração neerlandesa para o Brasil.
Em 1984 foi fundada uma das últimas colônias de imigrantes neerlandesas no Brasil, a Colônia Brasolândia, em Unaí, Minas Gerais. Cerca de 120 colonos mantêm no aspecto econômico empreendimentos agrícolas significativos, além da cultura e religião.

## Herança cultural e festividades

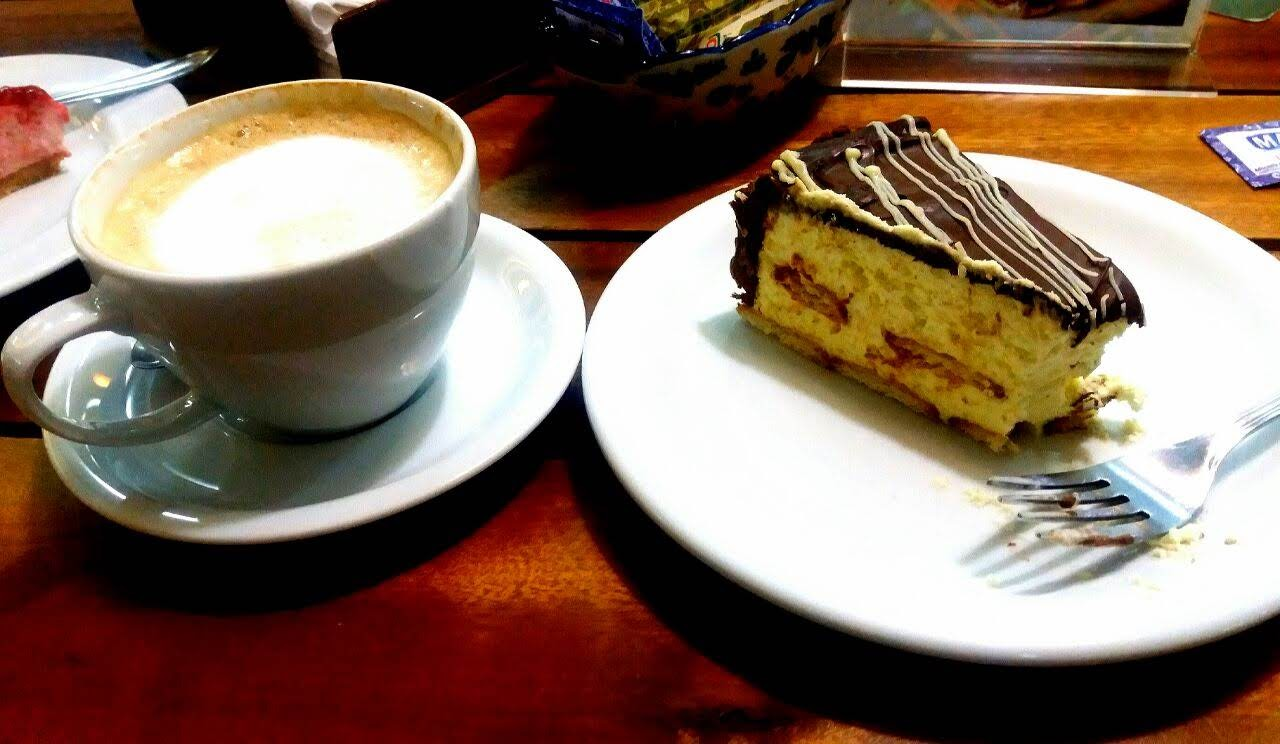
Café com leite e torta em uma das confeitarias de Carambeí.

Além de contribuir com as economias regionais, os imigrantes holandeses também deixaram uma herança cultural que pode ser notada na arquitetura, na culinária, e na religião, ainda em festividades, com músicas e danças folclóricas. A maior parte dos holandeses que chegaram no Brasil era muito habilidosos com a produção de laticínios, que além de contribuir com a economia, beneficiou a culinária. As famílias produziam leite, nata, creme, queijo, requeijão, manteiga, iogurte, doces, além de bolos e tortas, que contribuiu com a identidade desse grupo étnico no Brasil.

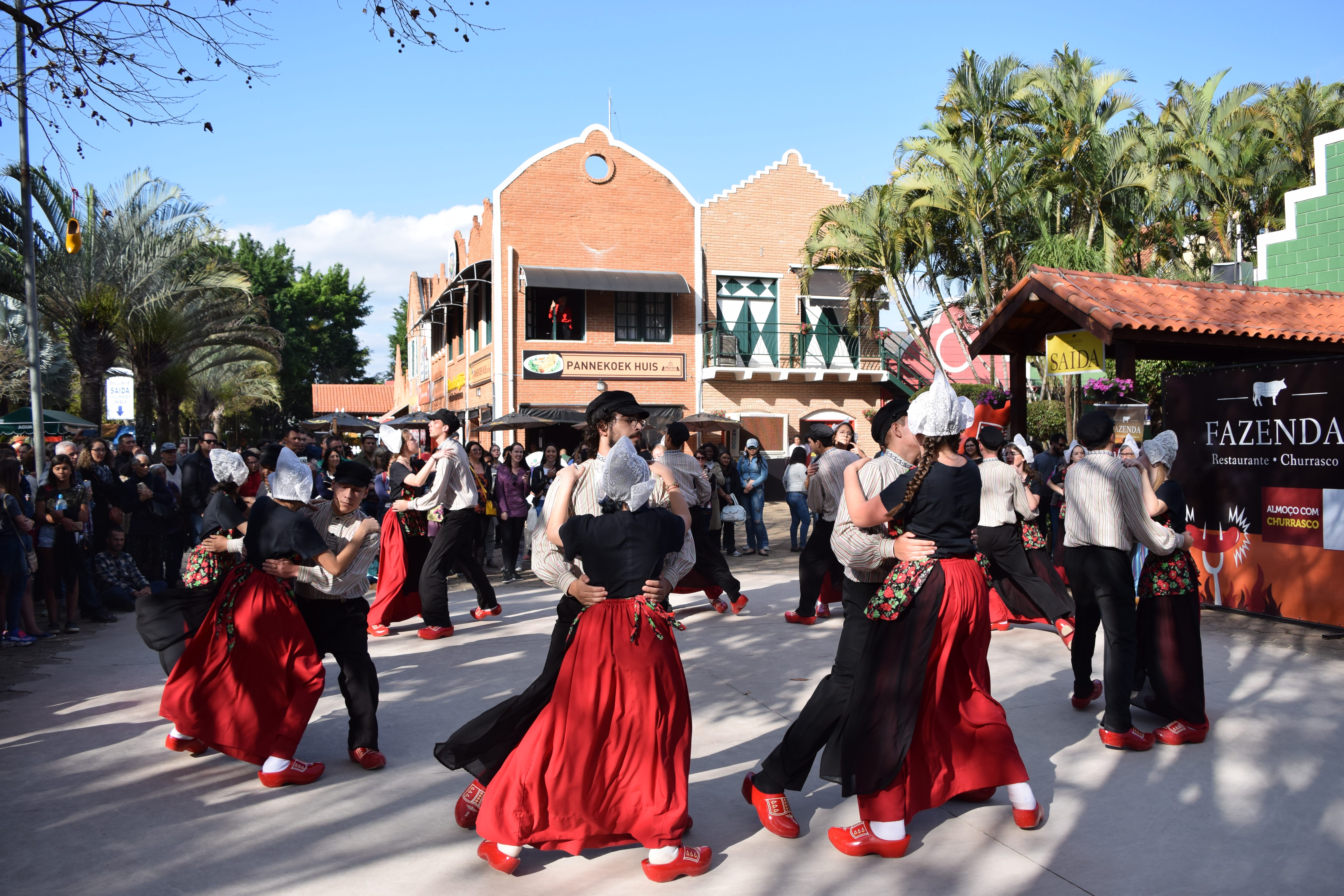
Grupo Folclórico Holandês se apresentando em Holambra, São Paulo.

A maioria daqueles que imigraram para o Brasil tinham como o idioma nativo a língua neerlandesa, sendo que apenas a minoria tinha a língua frísia como língua materna. Os pioneiros mantêm o idioma e seus dialetos, como forma de preservar parte de sua cultura. Os mais jovens entendem o holandês, mas praticam como uma segunda língua, aprendendo primeiramente a língua portuguesa.
Dezembro é um mês cheio de festividades na cultura holandesa, como a Festa de São Nicolau (SinterKlaas, em holandês), que, segundo a tradição, é o antecessor do Papai Noel. As mais importantes festas da comunidade no Brasil fazem referência a imigração, onde comemoram com danças, músicas e receitas típicas da culinária neerlandesa. Em 1998, foi comemorado o cinquentenário da fundação de Holambra. Em virtude do centenário da imigração holandesa nos Campos Gerais do Paraná o governo brasileiro instituiu 2011 como sendo o Ano da Holanda no Brasil, reconhecendo assim as contribuições dos imigrantes holandeses para a história brasileira. Além das festividades no Parque Histórico de Carambeí, ocorreram comemorações em diversas cidades do Brasil. Em 2008, foi comemorado o sesquicentenário da imigração holandesa no Espírito Santo com o lançamento do livro Os capixabas holandeses.